# ذا نايتس
ذا نايتس (The nights) هي أغنية من إنتاج دي جي وريمكسر السويدي أفيتشي، ومن غناء نيكولاس فارلونغ.

## المراكز
| التصنيف (2015)                       | المركز |
| ------------------------------------ | ------ |
| Australia (ARIA)                     | 45     |
| Germany (Official German Charts)     | 81     |
| Italy (FIMI)                         | 59     |
| New Zealand (Recorded Music NZ)      | 41     |
| Poland (ZPAV)                        | 45     |
| UK Singles (Official Charts Company) | 30     |